# Alexandros Tziolis
Alexandros Tziolis (en griego: Αλέξανδρος Τζιόλης; Katerini, 13 de febrero de 1985) es un exfutbolista y entrenador griego que jugaba de centrocampista. Actualmente está sin club.

## Carrera como jugador

### Grecia
Tziolis comenzó su carrera como jugador cuando era un adolescente en un equipo local llamado Apollon Litochorou. Jugó allí durante unos siete años y en 1995, un cazatalentos del Panionios descubrió su talento y lo trajo a Atenas. Fue parte integral del equipo durante tres temporadas, jugando 61 partidos y marcando tres goles. Como resultado, el Panathinaikos lo compró por €650.000. Durante su estancia allí, disputó 113 partidos (seis goles y ocho asistencias) con el club en todas sus competiciones.

### Werder Bremen
El 7 de enero de 2009, fue cedido al Werder Bremen por media temporada, por un cifra de €300.000. Durante su etapa en club, tuvo un papel regular en el mediocampo del equipo y alcanzó la final de la Copa de la UEFA contra el Shaktar Donetsk donde entró como sustituto de Peter Niemeyer en el minuto 103.
Asimismo, participó también en la victoria por 1-0 del Bremen sobre el Bayer Leverkusen en la final de la Copa de Alemania de la misma temporada, donde ganó su primer trofeo en el fútbol profesional.

### Etapa posterior
El 29 de enero de 2010, el AC Siena, entrenado por su ex entrenador del Panathinaikos Alberto Malesani, lo fichó por una tarifa de €1,4 millones. Durante su corta estadía, formó parte del equipo titular que terminó descendiendo a la Serie B.
En agosto de 2010, fue cedido por un año al Racing de Santander. Sin embargo, en el mes de octubre, sufrió una fractura de pierna en un encuentro con la selección de su país y quedó parado por unos meses. Después de una exitosa campaña de liga, el club lo fichó permanentemente por una tarifa no revelada.
El 29 de enero de 2012, fue transferido al AS Mónaco por una cifra cercana a los €200.000. El 31 de agosto de 2012, se unió al APOEL en calidad de cedido por una temporada.

### Vuelta a Grecia
El 25 de junio de 2013, firmó un contrato de tres años con el PAOK de la Superliga griega. Fue uno de los jugadores clave del equipo en la primera mitad de la temporada 2013-14. En el mercado de invierno, fue cedido al Kayserispor con la intención de asegurarse un lugar en la selección para el Mundial 2014.
En diciembre de 2015, la directiva del equipo declaró que quería conservar al centrocampista durante muchos años por lo que tuvo una primera reunión con el director técnico Frank Arnesen, para hablar sobre los términos de una extensión de contrato. Sin embargo, el 19 de agosto de 2016, el club anunció oficialmente que la temporada 2016-17 no sería tenido en cuenta. El 28 de enero de 2017, se anunció que su contrato había sido rescindido.

### Últimos años
El 30 de enero de 2017, se unió Heart of Midlothian, con un contrato de seis meses hasta el final de la temporada 2016-17. No obstante, al final de la campaña, su contrato no fue extendido.
El 4 de agosto de 2017, firmó un contrato de dos años con el Al-Fayha. El 2 de julio de 2019, abandonó al club saudí donde disputó 58 encuentros y marcó tres goles. Finalmente, en mayo de 2020, anunció su retiro como futbolista profesional.

## Selección nacional
En enero de 2006, Tziolis debutó con la selección de Grecia en un partido amistoso contra Corea del Sur. Posteriormente, fue incluido en el equipo que defendió su título europeo en la Eurocopa 2008. Solamente disputó un solo encuentro cuando entró como suplente en la derrota por 2-1 ante España en la fase de grupos.
Asimismo, formó parte de los 23 futbolistas que compitieron en la Copa Mundial de la FIFA 2010 donde jugó todos los minutos del torneo para su país. Dos años más tarde, el entrenador Fernando Santos lo excluyó de su lista final para la Eurocopa 2012. Luego de sus buenas actuaciones en PAOK y Kayserispor, fue incluido en la lista final de 23 jugadores que representaron a Grecia en la Copa Mundial de Fútbol de 2014 en Brasil. En total, disputó 75 encuentros y marcó dos goles.

### Participaciones en Copas del Mundo
| Mundial                        | Sede      | Resultado        |
| ------------------------------ | --------- | ---------------- |
| Copa Mundial de Fútbol de 2010 | Sudáfrica | Primera fase     |
| Copa Mundial de Fútbol de 2014 | Brasil    | Octavos de final |

## Carrera como entrenador
A lo largo del 2024, Tziolis acompañó a Christos Kontis como su asistente técnico en Volos, Panathinaikos y en el Al-Fayha. El 4 de diciembre, asumió interinamente al frente del primer equipo saudí después del despido de Kontis para dirigir un único encuentro frente al Damac. Unos días más tarde, fue reemplazado por Pedro Emanuel.

## Clubes

### Como jugador
| Club                   | País           | Año       |
| ---------------------- | -------------- | --------- |
| Panionios              | Grecia         | 2002-2005 |
| Panathinaikos          | Grecia         | 2005-2009 |
| Werder Bremen (cedido) | Alemania       | 2009      |
| AC Siena               | Italia         | 2009-2010 |
| Racing de Santander    | España         | 2010-2012 |
| AS Monaco              | Mónaco         | 2012      |
| PAOK                   | Grecia         | 2012-2017 |
| Kayserispor (cedido)   | Turquía        | 2014      |
| Hearts                 | Escocia        | 2017      |
| Al-Fayha               | Arabia Saudita | 2017-2019 |

### Como entrenador
| Club     | País           | Año  |
| -------- | -------------- | ---- |
| Al-Fayha | Arabia Saudita | 2024 |

## Palmarés

### Títulos nacionales
| Título              | Club          | País     | Año     |
| ------------------- | ------------- | -------- | ------- |
| Copa de Alemania    | Werder Bremen | Alemania | 2008-09 |
| Superliga de Grecia | Panathinaikos | Grecia   | 2009-10 |
| Copa de Grecia      | Panathinaikos | Grecia   | 2009-10 |